# Psalmförfattare
Psalmförfattare (och det mer ålderdomliga psalmist) benämns den som bidragit till utvecklingen av en psalmtext. Det gäller för såväl originalförfattare, översättare samt dem som senare bearbetat en äldre tidigare tryckt psalmtext. I modernare psalmböcker skiljs graden av delaktighet genom hur man anger om det rör sig om översättningar eller bearbetningar. Psalmtexter, oavsett det är originaltexter, översatta eller bearbetade texter, har samma upphovsrättsliga skydd som andra texter.